# Мужская сборная Кении по хоккею на траве
Мужская сборная Кении по хоккею на траве — мужская сборная по хоккею на траве, представляющая Кению на международной арене. Управляющим органом сборной выступает Союз хоккея на траве Кении (англ. Kenya Hockey Union (KHU)).
Сборная занимает (по состоянию на 16 июня 2014) 47-е место в рейтинге Международной федерации хоккея на траве (FIH).

## Результаты выступлений

### Летние Олимпийские игры
- 1908—1952 — не участвовали
- 1956 — 10-е место
- 1960 — 7-е место
- 1964 — 6-е место
- 1968 — 8-е место
- 1972 — 13-е место
- 1976 — не участвовали
- 1980 — не участвовали
- 1984 — 9-е место
- 1988 — 12-е место
- 1992—2012 — не участвовали

### Чемпионат мира
- 1971 — 4-е место
- 1973 — 12-е место
- 1975—2014 — не участвовали

### Игры Содружества
- 1998 — ниже 4-го места (не ранжировано)
- 2002—2014 — не участвовали

### Всеафриканские игры
- 1987 —
- 1991 —
- 1995 —
- 1999 —
- 2003 — не участвовали

### Чемпионат Африки
- 1974 —
- 1983 —
- 1989 —
- 1993 —
- 1996 —
- 2000—2009 — не участвовали
- 2013 —